# 매소홀로
매소홀로(買召忽路)는 인천광역시 중구 항동7가 한진국제물류센터에서 남동구 서창동까지 이르는 간선도로로, 총 연장은 약 11.5 km이다. 현재 해당 도로는 만수동에서 서창동까지의 중간 구간이 단절되어 있는 상태에 이른다.

## 유래
해당 도로명의 유래는 인천광역시의 옛 지명으로 알려진 매소홀(買召忽)에서 따왔다.

## 통과하는 지자체
- 인천광역시
  - 중구 - 미추홀구 - 남동구

## 통과하는 지하차도 및 터널
- 문학지하차도
- 매소홀터널

## 통과하는 도로
- 아암대로 (국도 제77호선, 국가지원지방도 제84호선, 국가지원지방도 제98호선의 일부)
- 독배로
- 한나루로
- 소성로
- 미추홀대로
- 경원대로
- 문화로
- 예술로
- 연남로
- 남동대로
- 호구포로
- 소래로 (국도 제77호선, 국가지원지방도 제84호선, 국가지원지방도 제98호선의 일부)
- 통과 불가 도로 : 무네미로[C]

## 주변에 있는 시설들
중구
- 신용보증기금 인천지점
- 중구장애인복지관

미추홀구
- 늘푸른골프클럽
- 인천용현경남아너스빌 (2023년 3월 입주 예정)
- 용현2단지금호타운아파트
- 수피부과의원
- 용현대림아파트
- 금호타운1단지아파트
- 옹진군청
- 용현한국아파트
- 용현윤성아파트
- 용현신창미션힐아파트
- 힐스테이트학익아파트
- LG전자 베스트샵 용현점
- TBN 경인교통방송
- CGV인천학익점
- 인천자동차운전전문학원
- 시티필드
- 세계로마트 학익점[D]
- 학익장미아파트
- 학익두산위브
- 학익 엑슬루 타워
- 학익 풍림아이원
- 인주중학교
- 동아풍림아파트
- 학익프라자
- 한나루어린이공원
- 미추홀구 노인주간보호센터
- 유니스프라자
- 학익대동아파트
- 학익하나2차아파트
- 은혜의교회
- 학익동진아파트
- 학익동 주안신동아1·2차아파트
- 학익동 주안신동아3차아파트
- 도천어린이공원
- 관교문학동 새마을금고 본점
- 인천문학초등학교
- 인천향교
- 맥도날드 문학DT점
- 인천문학경기장
  - 인천SSG랜더스필드
- 관교노인복지관
- 인천종합버스터미널

남동구
- 풍요농장
- 거림화훼유통
- 현대오일뱅크 남동가스충전소
- 구월테크노밸리 D동
- 구월아시아드선수촌공원
- 구월아시아드선수촌8단지아파트
- 남동아시아드럭비경기장
- 만수뉴서울아파트
- 골마을근린공원
- 담방마을아파트
- 인천담방초등학교
- 남동중학교
- 만수동 금호타운아파트
- 인천남동소방서 담방119안전센터
- 서창현대모닝사이드아파트
- 새한자동차서비스
- 임광그대가아파트
- 서창자이아파트
- 서창캠핑장
- 운연역

## 연계 철도역
- 수도권 전철 수인·분당선 : 인하대역
- 인천 도시철도 1호선 : 인천터미널역[F]
- 인천 도시철도 2호선 : 운연역

## 사진

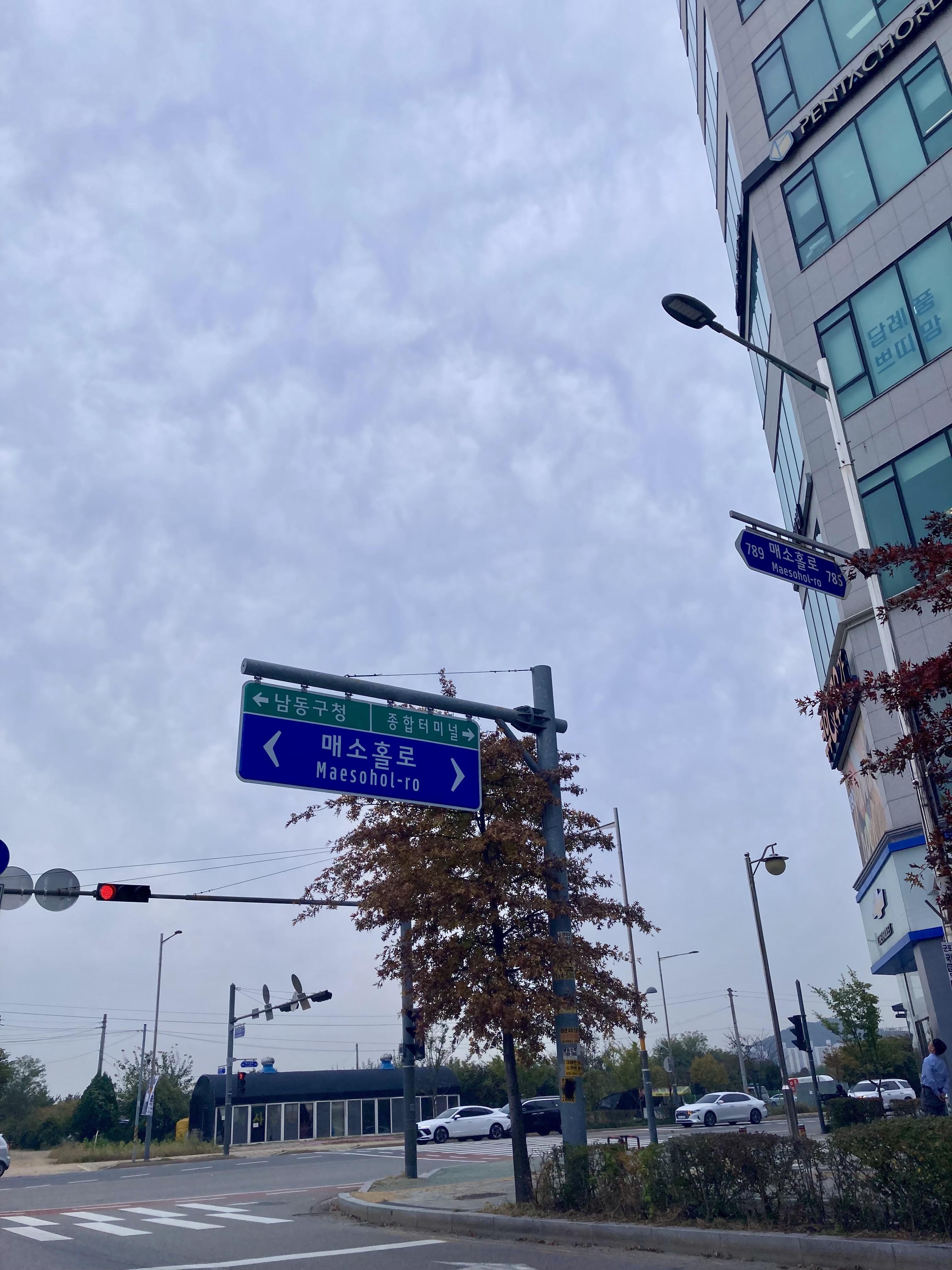
인천매소홀로 안내표지판(구월아시아드근린공원방향 교차점)
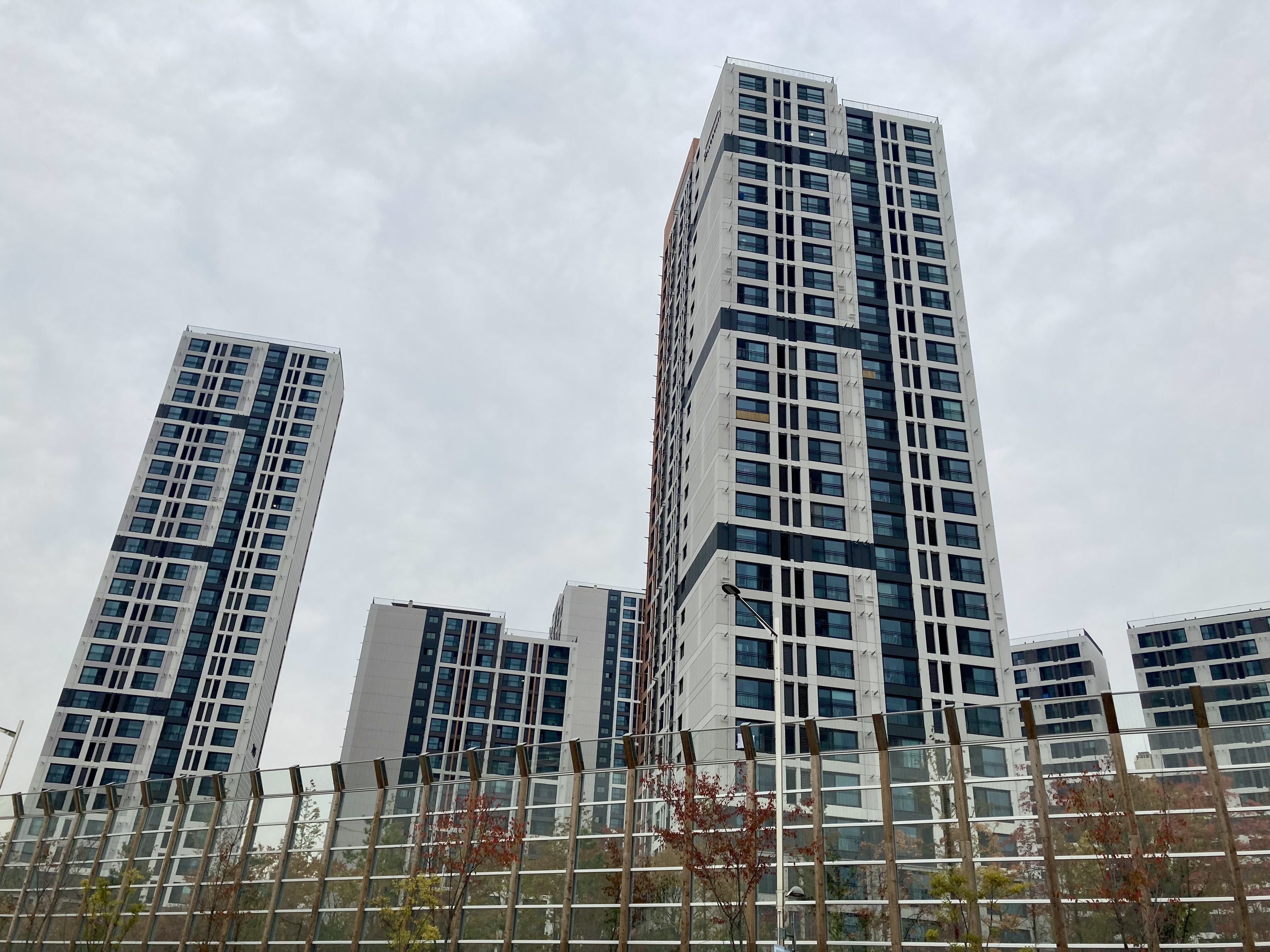
인천아시아드선수촌아파트단지 인근
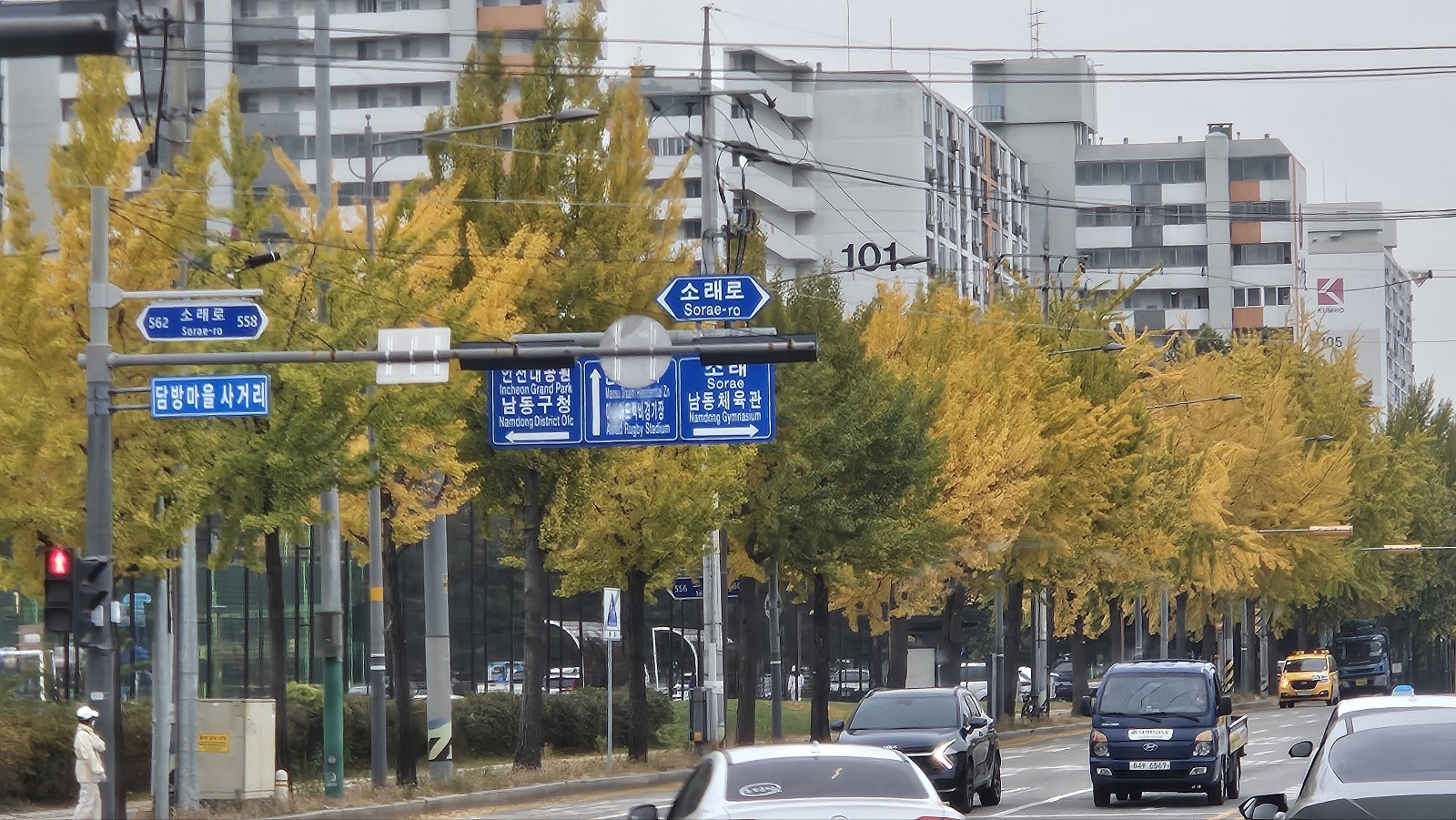
담방마을사거리 매소홀로 소래로 교차지점
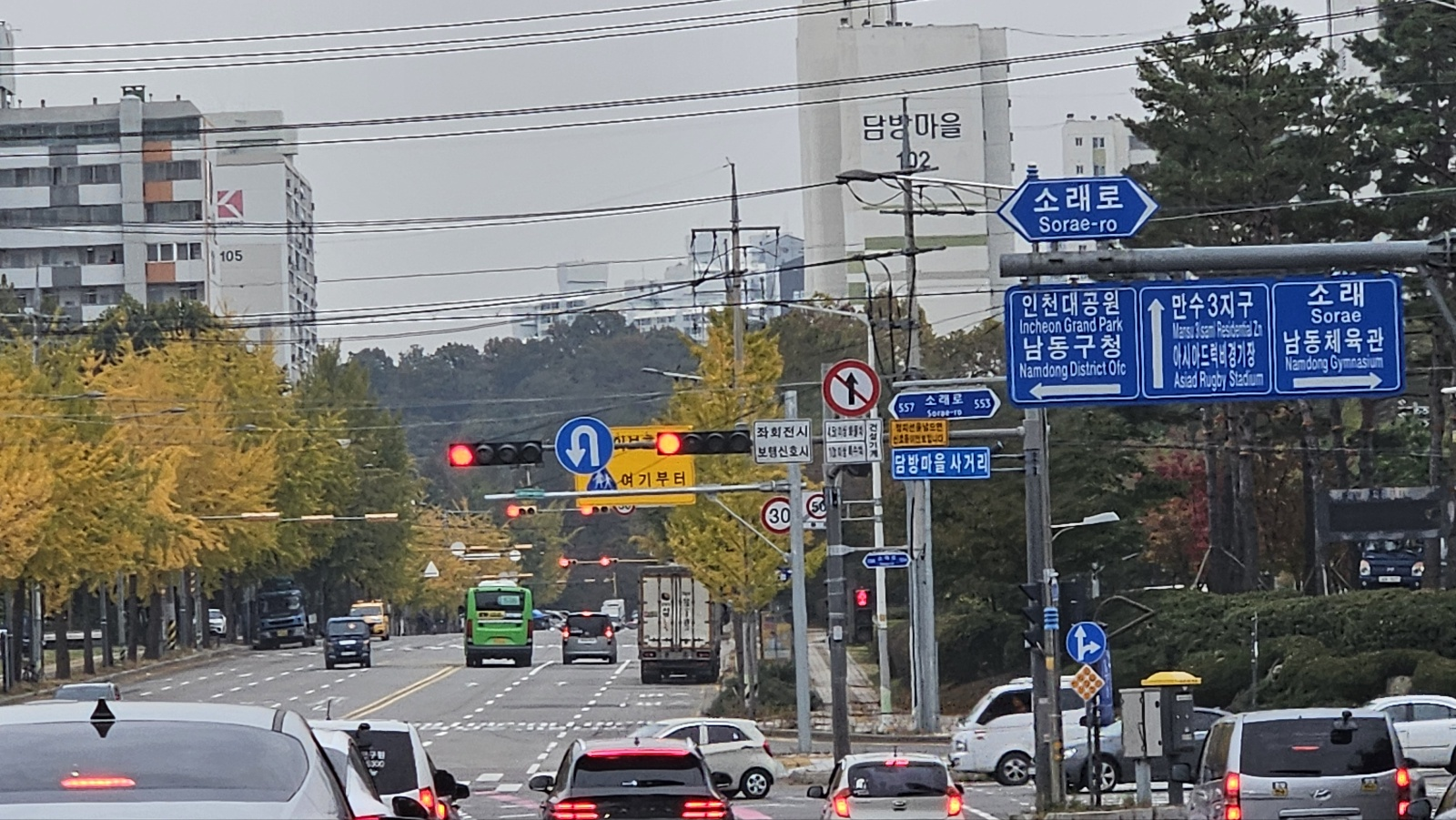
담방마을사거리 매소홀로 소래로 교차지점